# Người Nguồn
Người Nguồn là tên gọi cộng đồng dân tộc thuộc nhóm Việt-Mường gồm 35 ngàn nhân khẩu, sinh sống ở huyện Minh Hóa, tỉnh Quảng Bình, Việt Nam. Người Nguồn hiện chưa được công nhận là một dân tộc trong các dân tộc Việt Nam.
Hiện vẫn còn chưa có sự thống nhất về việc người Nguồn có phải là một sắc tộc riêng hay không. Tại Hội thảo khoa học xác định dân tộc Nguồn tổ chức ngày 19/10/2004 tại Đồng Hới, Quảng Bình, có ý kiến đề nghị xếp người Nguồn vào dân tộc Mường, Thổ hoặc Chứt và cũng có ý kiến tách người Nguồn thành một dân tộc thiểu số riêng .
Người Nguồn sống xen kẽ với người Sách và người Rục ở Thượng Hóa, Hóa Sơn, người Mày, người Khùa, và người Arem ở xã Dân Hóa và xã Trọng Hóa. Họ thường tự xưng là người Kinh sống xen cùng người Kinh ở các vùng khác mới di cư đến đất Minh Hóa sau này.

## Tư liệu lịch sử
Theo Phủ biên tạp lục của Lê Quý Đôn, trên vùng đất hai tổng Cơ Sa và tổng Kim Linh (thuộc châu Bố Chính, trấn Nghệ An ngày xưa) nay thuộc huyện Minh Hoá, tỉnh Quảng Bình đã có người Nguồn sinh sống ("ở thượng lưu gọi là nguồn, cũng như hạ bạn gọi là tổng, châu Bố Chính có nguồn Cơ Sa và nguồn Kim Linh"). Người Nguồn có ngôn ngữ riêng bền vững, có các sinh hoạt văn hoá riêng biệt và các giá trị văn nghệ dân gian khá phong phú.

## Cách thức sản xuất
Người Nguồn sông bằng nghề làm rẫy, đánh cá, săn bắt, lấy mật ong. Ngoài các nghề này, cho đến nay vẫn còn phổ biến các nghề hái lượm tự nhiên để có cái ăn hàng ngày của người nguồn như bắt ốc, pách(hái) quả cà lào, hái rau rừng, đào khoai mài v.v...

### Làm rẫy
Người Nguồn gọi công việc làm rẫy là "Mần mùa dộn" (trực dịch là "ở rẫy"). Người Nguồn định cư thành từng bản, từng làng. Ngoài định canh cày bừa làm lúa vãi, lúa nước ít ỏi tại bản làng, thì bộ phận lớn người Nguồn còn du canh phát rừng làm nương rẫy, Họ trồng khoai, ngô (trỉa sậu), v.v... cứ ở chỗ này năm bảy năm lại chuyển đi chỗ khác. Cứ như thế đi hết hung (thung lũng núi hẹp) này sang hung. Tập quán "mần mùa dộn" này được ghi lại khá đầy đủ trong văn học dân gian người Nguồn bằng câu chuyện "Thương con xóc côốc, ăn vôn chốn rọc " và trong bài "xẻ nát" của bài hát "sắc bùa" 
Hiện nay người Nguồn sống ổn định, không còn di cư như trước nữa.

### Đánh cá
Người Nguồn có phương pháp đánh cá tập thể. Họ dùng rễ cây Tèng làm cá ngộ độc, say rồi bắt. Vài ba người trở lên có khi cả một bản, một làng cùng nhau vào rừng lấy rễ cây tèng về, lên đầu thác ghềnh của khe suối lấy đá xât đắp cối bỏ rễ tèng vào cùng nhau dùng cây gỗ vát dẹt hai đầu giã cho nước tèng chảy ra giữa vực sâu làm cho cá chết rồi bắt lấy chia nhau về ăn. Chính từ nghề thuốc cá này mà người Nguồn đã sáng tạo cho mình điệu hò thuốc cá (đánh cá bằng thuốc) - một điệu hò độc đáo chỉ có người Nguồn mới có.

### Săn bắt thú rừng
Người Nguồn săn bắt thú rừng bằng đủ mọi cách: dùng ná (nỏ), dùng tên độc bắn, dùng bẫy vòng, bẫy tó ho... Đặc biệt người Nguồn có cách săn bắn thú rừng tập thể bằng lưới đày còng, mác, chó săn. Một bản một làng lập thành phường săn sắm một vàng lưới gồm năm bảy chục tay lưới cùng nhau vào rừng tìm nơi hiểm yếu căng lưới ra, lấy đày chống lên, chọn chục chàng trai đem chó săn đuổi, còn tất cả ngồi nấp kín ở hai đầu lưới. Khi đoàn săn vừa đánh cồng, vừa đuổi chó săn đuổi con thú chạy vào vàng lưới, thì cả làng xông ra đuổi con thú khiến cho nó chỉ có cách đâm thẳng vào lưới, lưới sập, người chỉ dùng mác (giáo) đâm chết con thú, đốt lửa nướng, mổ thịt chia nhau đem về ăn. Nghề đi săn này cũng được ghi lại trong bài dân ca "Ti mán" (Đi săn) của văn học dân gian người Nguồn. Theo sự phát triển của kinh tế xã hội chung của cả nước, người Nguồn đã không còn săn thú rừng như trước đây nữa mà họ chủ yếu sống bằng chăn nuôi trồng trọt.

### Nghề lấy mật ong rừng
Vào mùa tháng 3 đến tháng 6 âm lịch hàng năm, nam giới người Nguồn vào rừng tìm oong mạch (ong mật) đánh lấy mật. Ong mật làm tổ dưới các cành cây cao như cây ngá (cây họ sung, to, mọc ở lèn đá, ong mật thường làm tổ), cây trôi, cây seng v.v... Nếu tổ ong mới ở chưa có mật thì lấy dây buộc vào cội cây, nhét một cành cây vào làm nêu, báo cho người sau biết, tổ ong trên cây đã có chủ. Khi tổ ong đã có mật, dùng dây bắc đày, dùng bối lá bó ỏn (đuốc) đốt lấy khói đuổi con ong đi mà lấy mật.
Làm nghề này hay gặp tai nạn do đứt dây, gãy cành gây chế người. Điều này cũng được ghi lại trong các câu chuyện dân gian người Nguồn như truyện "Sự tích hang mụ tá Pạc" (Sự tích động bà đá Bạc)...

### Công cụ sản xuất
Ngoài cày, bừa, cưa, đục tiếp thu kỹ thuật tiến bộ của người Kinh ra, người Nguồn dùng các công cụ sản xuất phù hợp với nghề sản xuất của họ, đó là rựa rìu, chày trỉa, ống trỉa lúa rẫy, chày giã tèng bằng gỗ tạp, dùng xong là vứt ngay tại rẫy, chôống chôồng, troi, pài, v.v...
Về đồ đong đựng thì có "Nàng pốn coóc ("cái đầu bốn góc), oi, teo, típ gié,(dụng cụ đựng),...

## Văn hóa vật chất

### Ẩm thực
Người Nguồn thường ăn cơm Pồi, thâu lang (rau khoai), ôốc tực (ốc), cà lào...
Cơm pồi là món ăn hàng ngày của người Nguồn. Nguyên liệu chủ yếu ngày xưa là sậu (ngô) hoặc là "thoóc" (lúa), sắn; ngày nay có thêm đậu (đỗ). Dụng cụ làm cơm pồi gồm cối, chày, mẹt, sảy, dần, nồi nân, chõ đồ.
Người Nguồn nấu nước sôi lên thì bắc xuống, cho ngô vào ngâm vài ba tiếng đông hồ, rồi vớt ra để ráo nước, bỏ vào cối giã, dần lấy bột, thấm nước lã, nhồi kỹ, đánh tơi ra, bỏ vào "nghè hôông" (một dạng chõ) cùng với nước gọi là "nồi nân", lấy mo chuối vấn quanh miệng, rồi bỏ chõ đồ có bột ngô lên, bắc lên bếp đun lửa đồ chín thành "cơm pồi".
Nếu là lúa, thì xay bỏ bớt trấu, vò nước nóng, để ráo, giã dần lấy bột rồi rồi làm tiếp như " Pồi" bột ngô. Nay thêm sắn thì ngoài việc giã ngô, giã lúa thì sắm thêm bàn mài, bàn ép. Đào sắn tươi về rửa sạch, bóc lấy vỏ mài sắn, ép sắn, rồi trộn bột ngô hoặc lúa vào nhồi kỹ. Cứ mỗi ngày hai bữa ăn thì phải hai lần "tâm pồi", bóc sắn, mài sắn ép sắn và "xôi pồi".
Đây là một công việc vất vả và chủ yếu là việc của người phụ nữ, của người vợ. Ca dao người Nguồn có câu chan chứa tình yêu nam nữ:
nghĩa là
Các món ẩm thực khác được nhắc đến như sau.
Nhớ con ôốc tực tang ngồi trên vâm
(Trôông xi cho tếng mùa pồi
Nhớ con ôốc tực tang ngồi trên vâm)
nghĩa là.
Và
nghĩa là

### Định cư
Người Nguồn định cư thành từng bản, từng làng. Những địa danh quen thuộc là: Phôốc Lác, Sạt, Lang Cầu, Ang, Pắt nàng, Lim, Cụng, Phôốc Dứa, Lang ni, Xét, Lồ hang, Trem, Pộôc, Thón, Sẩm, Pặt, Gieo, v.v... Các bản này hợp thành tổng Cơ Sa và Kim Linh ở trên cao nguyên Quy Đạt. Nhưng người nguồn có tập quán du canh du cư, thích thì ở, không thích thì bỏ bản, bỏ làng đến nơi khác lập bản, lập làng làm ăn sinh sống.
Trước Cách mạng tháng Tám, trừ một số nhà giàu làm nhà cặp còn đa số ở nhà pè. Nhà pè là loại nhà nền đất, toàn bộ cột trồng xuống nền nhà sâu từ 50 đến 60 cm và nện chặt. Nếu nhà 3 căn thì có 4 vài (vì), còn nhà 2 căn thì có 3 vài. Mỗi vài có 2 cột chái (trước và sau), 2 cột mê (trước và sau), và một cột doóc (cột nóc), và một páng sa (băng ngang) gác lên hai đòn tay mệ ngay hai đầu cột mệ. Có hai mái chính (trước và sau) hình thang cân, mỗi mái có ba đòn tay: một đòn tay trái gác lên đầu các cột mệ, một đòn tay chồng 9 chồng 10 gác lên đầu các páng sao cho song song với đòn tay mệ, cả hai mái chung nhau một đòn tay doóc 9 nóc tức là tòn tôông; hai mái hồi hình tam giác cân ở hai đầu hồi, mỗi mái có ba đòn tay: một đòn tay chái gác lên cột chái hồi ở hai đầu buộc vào hai đầu đòn tay trái của hai mái chính, một đòn tay dốc buộc vào ran 2 mái chính, một đòn tay mệ buộc vào 2 đòn tay chôồng của hai mái chính.
Trình tự lắp đặt ngôi nhà pè như sau. Trước tiên trồng hai cây cột mệ trước và cột mệ sau, rồi gác đòn tay mệ lên đầu các cột mệ, rồi gác páng sa lên đầu các cột mệ, rồi gác đòn tay chôồng lên đầu các páng sa song song với đòn tay mệ. rồi tiếp trông cột doóc, gác tòn tôông, và trồng hai hàng cột chí, gác hai đòn tay chái. Xong bộ khung, lợp lá lèng (tranh), hoặc là lá tro (lá cọ). Chung quanh nhà, hai phía đầu hồi và phía sau rào kỹ, trét đất hoặc thưng lá tro, liếp nứa thật kín, phía trước làm của, dùng liếp nứa thưng kín, tối lại đóng chặt của chống thú dữ. Tri huyện Trần Mạnh Đàn đã viết: 
Đó là kiểu nhà pè theo truyền thống của người Nguồn. Ngày nay kiểu nhà pè này hầu hết được thay thế bằng nhà lợp ngói. Một số ít được thay thế bằng nhà xây...

### Trang phục
Trước Cách mạng tháng Tám, người Nguồn trông bông kéo sợi, dệt vải, cắt may đồ đạc. Nam giới mặc áo dài thân ngắn hoặc áo bốn thân cổ đứng, may quần đũng chè. Chỉ có chèn để vận túm ngang rốn, rồi dùng một dải vải hoặc lụa gọi là chạc lưng buộc vào. Lúc đầu mặc trắng, sau đó nhuộm nu (nâu), hoặc chàm mà mặc cho bền. Nữ giới mặc áo dài năm thân hoặc áo ngắn bốn thân cổ kiềng (tròn) và may váy mặc. Váy của người Nguồn thường nhuộm chàm, không có chàm thì nhuộm bùn, xong rồi nhuộm vải nâu cho đe, vận túm trước bụng để che rốn.

## Văn hoá tinh thần
Người Nguồn đã tiếp thu nguồn văn hoá và phát huy kho tàng ca dao và làn điệu dân ca của người Kinh như hát sắc bùa, hát bội, hát nhà trò tiếp thu cách làm thầy cúng tế thần linh, tang lễ the "thọ mai gia lễ" v.v... Nhưng cơ bản cho đến nay, người Nguồn vẫn bảo tồn và phát huy những phong tục tập quán sinh hoạt văn hoá tinh thần của mình.

### Tín ngưỡng
Trong tín ngưỡng của người Nguồn có một hệ thống thần linh sau đây:
1. Pụt: là vị thần linh trên hết được người Nguồn thờ cúng để cầu tự tài lộc, cầu thọ. Theo tâm linh người Nguồn được người già kể lại: Pụt là người tài giỏi đức độ biến hoá không lường. Pụt đã tạo ra con người. Sau đó, ai không có con,... đến chỗ Pụt cầu xin... Pụt có thể biến thành người hiền từ giúp người lương thiện gặp hoạn nạn,trừng trị kẻ tham lam độc ác. Pụt hoá thành tượng đá bên chóp lèn ông ngoi (12 ông). Sau đó dược người Nguồn mang xuống thác Dác Giòn hai ôông, Lập bàn thờ Pụt tại đó. Cho đến nay thác Dác Giòn được gọi là thác Pụt. Cứ ba năm một lần, vào ngày rằm tháng ba âm lịch, hàng tổng tổ chức làm chay tế cho Pụt, cầu cho mưa thuận gió hoà dân làng bình yên làm ăn. Các thầy cúng tế dịch chữ Pụt thành Phật, với hiệu mời là "Thập nhị Đức Phật như lai", rồi sau đó làm nhà thờ Pụt gọi là nhà Chùa, nên làm cho nhiều nhà nghiên cứu lầm tưởng người Nguồn cũng theo đạo Phật như người Kinh. Nhưng người Nguồn thờ Pụt là vị thần tổ đã sinh ra người mình, luôn luôn ở bên mình, giúp người mình mọi điều tốt lành.
2. Nhân thần: là những người bản xứ - người Cọi - lương thiện, tài giỏi, có công giúp vua đánh giặc như ông Đỏ mỏ, hoặc người đi làm ăn ngộ nạn như ông Lâm Vọ, ông Lục Cục,... Họ chết hóa thành thần linh được người nguồn lập miếu thờ cúng được vua[cần dẫn nguồn] phong sắc thần "đương cảnh chi thần" hợp thành hệ thống thần giang sơn bản mệnh của bản, làng, phù hộ cho mưa thuận gió hoà, dân làng bình yên làm ăn thịnh vượng. Mỗi làng bản ngươi nguồn đều lập miếu thờ các Nhân thần. Theo quan niệm của người Nguồn, nơi nào có người ở làm ăn thì nơi đó có nhân thần. Có nhân thần đựợc vua sắc phong, nhưng phần nhiều không dược vua sắc phong mà vẫn được người Nguồn thờ cúng như Mụ tá Pạc, Mệ Ngó, Cha Ngan, Ôông Mo, Thằng Xích.... Sau Cách mạng tháng Tám tất cả các vị thần được lập miếu thờ ở Cơ Sa và Kim Linh, đều làm lễ tập trung ở tại Cầu Púng, thuộc xã Yên hoá.
3. Thần giang sơn:Mỗi bản làng người Nguồn đếu có hệ thống thần giang sơn (thần khe núi) làm bản mệnh. Gồm các vị thần được lập miếu thờ và các thần trời đất, khe núi trong bản làng. Nơi thờ các thần có miêu thờ thì thờ cúng tại miếu, các thần khác được chọn một nơi rừng rậm um tùm của vùng đồi gọi là lùm thần, đóng 13 bộ vì để gác mâm lễ vật len mà cúng. Ở làng Sạt có lùm thần Dum De, bản Cầu Nghiêng của làng Sạt có lùm thần Dổm Sòi, làng Quy Họp có lùm thầm Dổm Pầu... Lễ cúng cầu nguyện hàng năm gồm: (a) Lễ khai sơn vào mồng 7 tết, lễ vật cúng gồm mỗi mâm một hoặc vài chiéc péng rò to vuông vức do dân đem đến theo lệ bản làng đã quy định; (b) Lễ xuống chôống, tức lễ tra, vại giống đầu tiên trong vụ mùa vào tháng 4 âm lịch; (c) Lễ cho trâu vào kiệt, lễ cầu thóoc lỗ (Lúa trổ) vào tháng bảy; (d) Lễ cuối năm chạp miệu vào 20 tháng chạp với lễ vật cúng của mỗi lễ này là xôi, gà do dân làng góp lại theo quy định của bản làng. Người đứng cúng những lễ này là do ông Thủ từ do thần Giang sơn bản mệnh chọn trong buổi lẽ sám tế thần bản làng vào rằm tháng giêng bằng cầm keo, ai được 3 keo sấp, 1 keo ngã bạc là được làm cúng bái. Lời cúng là lời cúng xạ tình cầu nguyện gì thì nói nấy.
4. Thờ cúng ông bà tổ tiên: Trước Cách mạng tháng Tám, người Nguồn ở Cơ Sa và Kim Linh chỉ có họ Đinh của ông Lý Vị có nhà thờ họ tại lang Sạt, nhưng sau cách mạng, nhà thờ đã hư hỏng, tất cả các họ khác không có nhà thờ họ, không có đất hương hoả từ đường. Việc thờ cúng ông bà tổ tiên được con cháu trai đã có gia đình ở nhà riêng lập bàn thờ tại nhà. Về bên nội, thờ từ ông cao tằng tổ, bà cao tằng tổ đến cha mẹ (đã chết). Về bên ngoại chỉ có thờ ông bà ngoại và cha mẹ vợ. Việc cúng giỗ ông bà tổ tiên vào các dịp: Tết nguyên Đán, rằm tháng ba, ăn cơm mới, ăn mừng con, cưới hỏi, kỵ giỗ ông bà cha mẹ,... Trong đó đặc biệt là cúng Tết Nguyên đán chiều 28 tết làm lễ "ngước ông vãi" mời ông bà tổ tiên về bàn thờ, bàn thờ dược mở của cả đêm ngày, trong các ngày 29,30, mùng 1,2 Tết. Mỗi ngày 2 buổi trưa và chiều gác cơm canh cho ông bà tổ tiên ăn bữa, đến chiều ngày mồng 2 tết làm lễ "Tưa ông vãi" tiễn ông bà tổ tiên quy hồi phần mộ, quy hồi bổn sòng, của bàn thờ được đóng lại mới hết cúng Tết nguyên đán. Cho đến nay người Nguồn vẫn thờ cúng ông bà tổ tiên mình như vậy, không có mâm ngũ quả trong ngày tết nguyên Đán.
5. Thành Hoàng làng: Từ xa xưa người Nguồn chỉ thờ Pụt bằng bàn thờ ở thác Pụt và ở nhà Chùa, thờ nhân thần và thờ Giang sơn bản mệnh tại miếu và lùm thầnm, thờ ông bà tổ tiên tại nhà thờ con cháu. Còn văn hoá đình làng và thờ thành hoàng làng thì mới có khoảng năm 1920 về sau, như đình làng Quy Đạt, Yên Đức, và Kim bảng khánh thành năm 1925. Theo văn bản văn tế bằng chữ Hán có dược thì thâng thờ tại các đình làng đó là: Đức vua Cao các Mạc Sơn, Đức vua cao Sơn tằng phong phúc đức đại vương và các ông "Sung hậu thần", là ông thủy tổ của các họ trong làng.

### Phong tục

#### Tang chế, ma chay
Người Nguồn lập bàn thờ đặt phục vị người chết thờ cúng cơm ngày hai buổi cho người chết "ăn bữa" suốt 24 tháng, con cháu để tang khó cho tới khi làm lễ mãn tang, hết khó, cho người chết nhập tổ, lên bàn thờ cúng ông bà tổ tiên mới thôi cúng cơm.

#### Cưới xin
Ngày xưa, sau lễ sế cấy (lễ ăn hỏi), con trai phải đi làm rể ba năm mới xin cưới, cưới xong phải làm rể thêm một thời gian nữa mới xin được rước du (rước dâu). Đến lúc đó, nhà trai mới làm lễ ngước cấy (đón vợ) về nhà chồng. Từ đó vợ chồng mới thật sự ăn ở với nhau. Nay người Nguồn đã bỏ làm rể, mà vừa cưới và ngước cấy vào một ngày luôn.

#### Sinh đẻ
Hầu hết người Nguồn sinh để không có tục "bán phong long", không có tục "sinh con so nhà mẹ, sinh con gái nhà chồng", mà người đẻ phải được hơ náng kỹ lưỡng bảy đến chín ngày, được nghỉ ngơi kiêng cữ đi xa, kiêng cữ làm việc nặng, kiêng cữ sinh hoạt vợ chồng trong ba tháng mười ngày để cho người mẹ có điều kiện chăm sóc con trong ba tháng non yếu.

#### Các lễ hội, phong tục khác
Người Nguồn có những phong tục và lẽ hội văn hoá đặc sắc đặc trưng văn hoá của mình.
- Tục bưng cỗ tết cho ông bà, cha, mẹ nội ngoại đương sống ăn tết Nguyên đán trước, gọi là tục "cơm tầu"(giỗ sống). Đây là một phong tục của người Nguồn với lý giải khi cha mẹ còn sống thì phải cho ăn uống tươm tất, con cái báo hiếu, lúc chết rồi đồ cúng cha mẹ còn đâu mà hưởng.
- Tục lễ ăn tết, rằm và hội chợ rằm tháng Ba âm lịch hàng năm. Đây là một lễ hội chỉ có ở người Nguồn, được ghi lại sâu sắc trong văn học dân gian người nguồn: Trôông cho tếng rằm tháng pa.
Tở Kinh Lim cầu đáo, Cơ Sa lệ chùa.

nghĩa là
Và
nghĩa là
- Tục chữa bệnh cho người và gia súc bằng thổi phù phép và cỏ nam cũng là một phong tục văn hoá đẹp Cca người Nguồn, được ghi lạ "Tón thí ăn thâu, tâu thí ống cỏ"...
- Đặc biệt, một phong tục tập quán lễ hội mới cũng chỉ có người Nguồn mới có, là lễ ăn tết Độc lập mồng 2/9, người Nguồn gói bánh rò, bánh chưng, sắm cỗ bàn cúng tổ tiên, cho con cháu ăn Tết và tổ chức vui chơi mừng ngày Độc lập.

### Ngôn ngữ
Người Nguồn đã gìn giữ và phát huy được tiếng mẹ đẻ của mình là tiếng Nguồn. Với vốn tiếng mẹ đẻ là tiếng Nguồn, người Nguồn sáng tạo cho mình kho tàng văn học dân gian phong phú đặc sắc gồm truyện dân gian, thơ ca dân gian, phản ánh sâu sắc hiện thực lịch sử cuộc sống người nguồn từ xa xưa cho dến nay. Nhiều tờ báo và tạp chí trong nước đã đăng tải, giới thiệu một số bài văn học dân gian người Nguồn... Người Nguồn cũng sáng tạo ra những làn điệu dân ca đặc sắc gồm hò thuốc cá, đàn đúm, hát ru... các làn điệu dân ca đó phản ánh cung cách sinh hoạt, khiếu thẩm mỹ và trình độ văn hoá của người Nguồn. Đặc biệt, điệu hò thuốc cá với cặp từ láy nhịp "hôi lên là hôi lên", là điệu hò bắt nguồn từ nghề lao động thuốc cá tập thể bằng rễ cây tèng của người Nguồn, gắn bó keo sơn với nghề thuốc cá tập thể của người nguồn từ xa xưa cho đến nay. Không những phát huy trong nghề thuốc cá, mà cả trong việc đầm đất mặt đê trên các công tường thủy lợi có người Nguồn tham gia, trong các cuộc hội hè và cả trong một số bài hát của những nhà sáng tác ca khúc ca ngợi quê hương như bài "Minh Hóa -Buônlapha" và bài "Âm vang điệu hò quê hương " của Đinh Văn Chiểu, "Vấn vương Minh Hóa quê mình" của Dương Viết Chiến... Người Nguồn rất tự hào về điệu hò thuốc cá này, coi đó là điệu hò độc đáo, chỉ có người Nguồn mới có. Cùng với kho tàng văn học dân gian và các làn điệu đàn, đúm, ru con... của người Nguồn là niềm tự hào không chỉ của đồng bào Nguồn, mà còn là niềm tự hào cho cả đồng bào các dân tộc sinh sống ở huyện Minh Hóa từ xưa đến nay.

## Cuộc sống của người Nguồn hiện nay
Hiện nay, mức sống của người Nguồn đã cao hơn trước nhiều, không còn cảnh du canh, du cư mà ổn định làm ăn, trồng lúa nước, trồng rừng, trồng cao su,... Thu nhập (GDP) đạt mức trung bình, đã có nhiều ngôi nhà cao tầng, chợ thường xuyên buôn bán tấp nập. Tuy có lối sống gần với người Kinh nhưng nét riêng của người Nguồn vẫn còn trong cuộc sống cũng như trong công việc thường ngày.